# Alces alces
Ne doit pas être confondu avec l'éland, herbivore d'Afrique.
Élan, Orignal
Espèce
Répartition géographique
Synonymes
- Alces alces alces (Linnaeus, 1758)[1]
- Alces alces angusticephalus Zukowsky, 1915[1]
- Alces alces antiquorum Rüppell, 1842[1]
- Alces alces caucasicus Vereshchagin, 1955[1]
- Alces alces europaeus Burnett, 1830[1]
- Alces alces jubata Fitzinger, 1860[1]
- Alces alces jubatus Fitzinger, 1860[1]
- Alces alces machlis Ogilby, 1837[1]
- Alces alces malchis Gray, 1850[1]
- Alces alces meridionalis Matschie, 1913[1]
- Cervus alces Linnaeus, 1758[2]

Statut de conservation UICN

 LC  : Préoccupation mineure
Alces alces, l’Élan (en Eurasie) ou l’Orignal (en Amérique du Nord), est une espèce de mammifères de la famille des Cervidae. 
Le genre Alces est parfois considéré comme étant monotypique, mais certains auteurs distinguent parfois les populations d'Amérique du Nord et de l'Est de l'Asie en deux espèces distinctes à savoir Alces americanus et Alces alces. L'orignal se distingue par les bois larges et plats, ou palmés, des mâles. Les autres membres de la famille ont des bois avec une forme dendritique. Leur régime alimentaire est composé de végétation terrestre et aquatique. Les prédateurs les plus communs de l'orignal sont le loup gris, l'ours et l'Homme. Contrairement à la plupart des autres espèces de cerfs, l'orignal est un animal solitaire et ne forme pas de troupeau. Bien qu'il soit généralement lent et sédentaire, l'orignal peut devenir agressif et se déplacer rapidement s'il est en colère ou surpris. Sa saison d'accouplement, à l'automne, se caractérise par des combats énergiques entre mâles qui se disputent une femelle.
L'orignal habite principalement dans les forêts boréales et les forêts tempérées de feuillus et les forêts mixtes de l'hémisphère Nord, dans les climats tempérés à subarctiques. La chasse et les autres activités humaines ont entraîné une réduction de la taille de l'aire de répartition de l'orignal. Les orignaux ont été réintroduits dans certains de leurs anciens habitats. À l'heure actuelle, la plupart des orignaux se trouvent au Canada, en Alaska, en Nouvelle-Angleterre, dans les États baltes, en Fennoscandie et en Russie. Au XXIe siècle, l'espèce est en expansion au niveau mondial avec plus de deux millions d'individus.

## Habitat et répartition

### Amérique du Nord

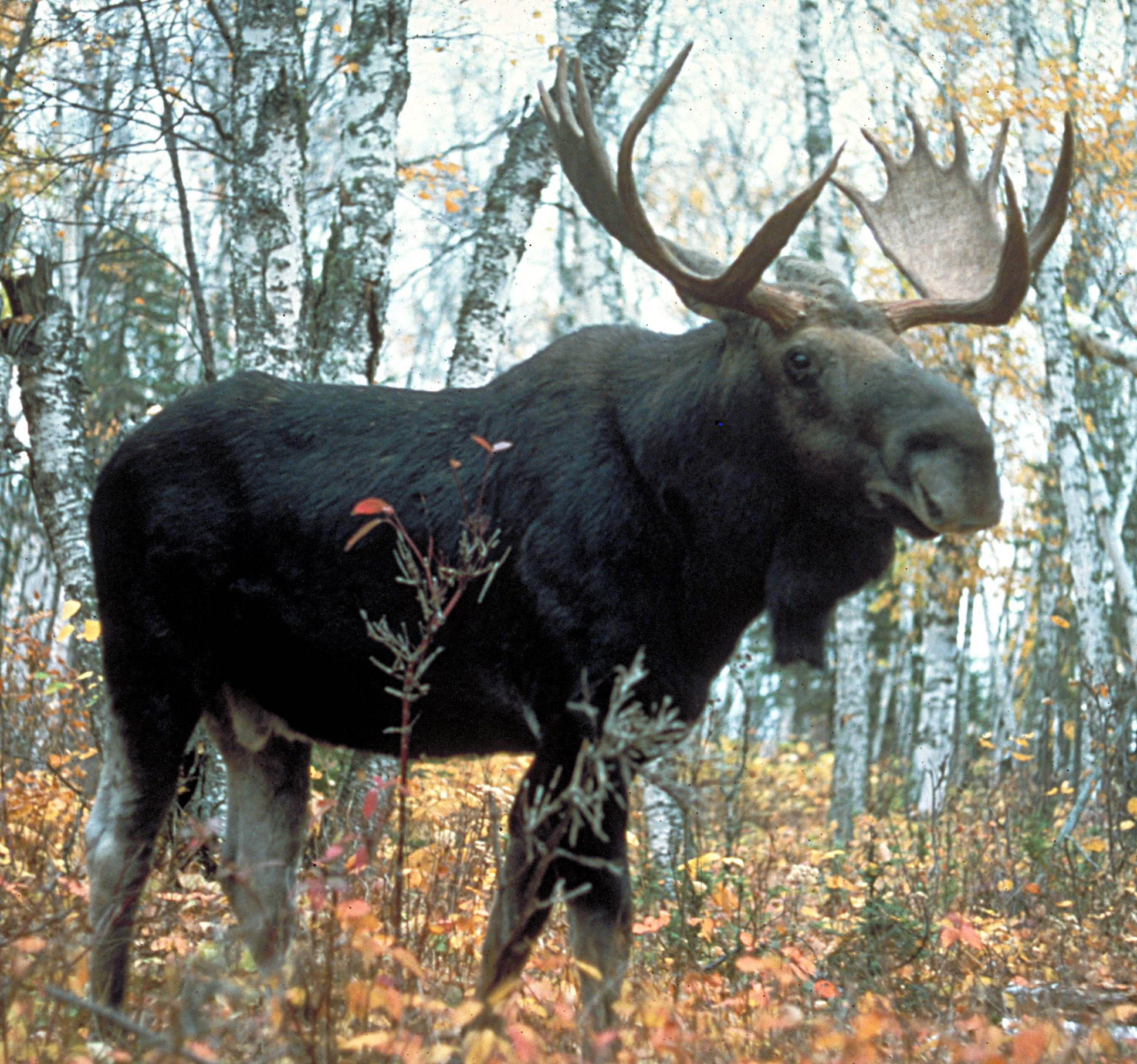
Un mâle.

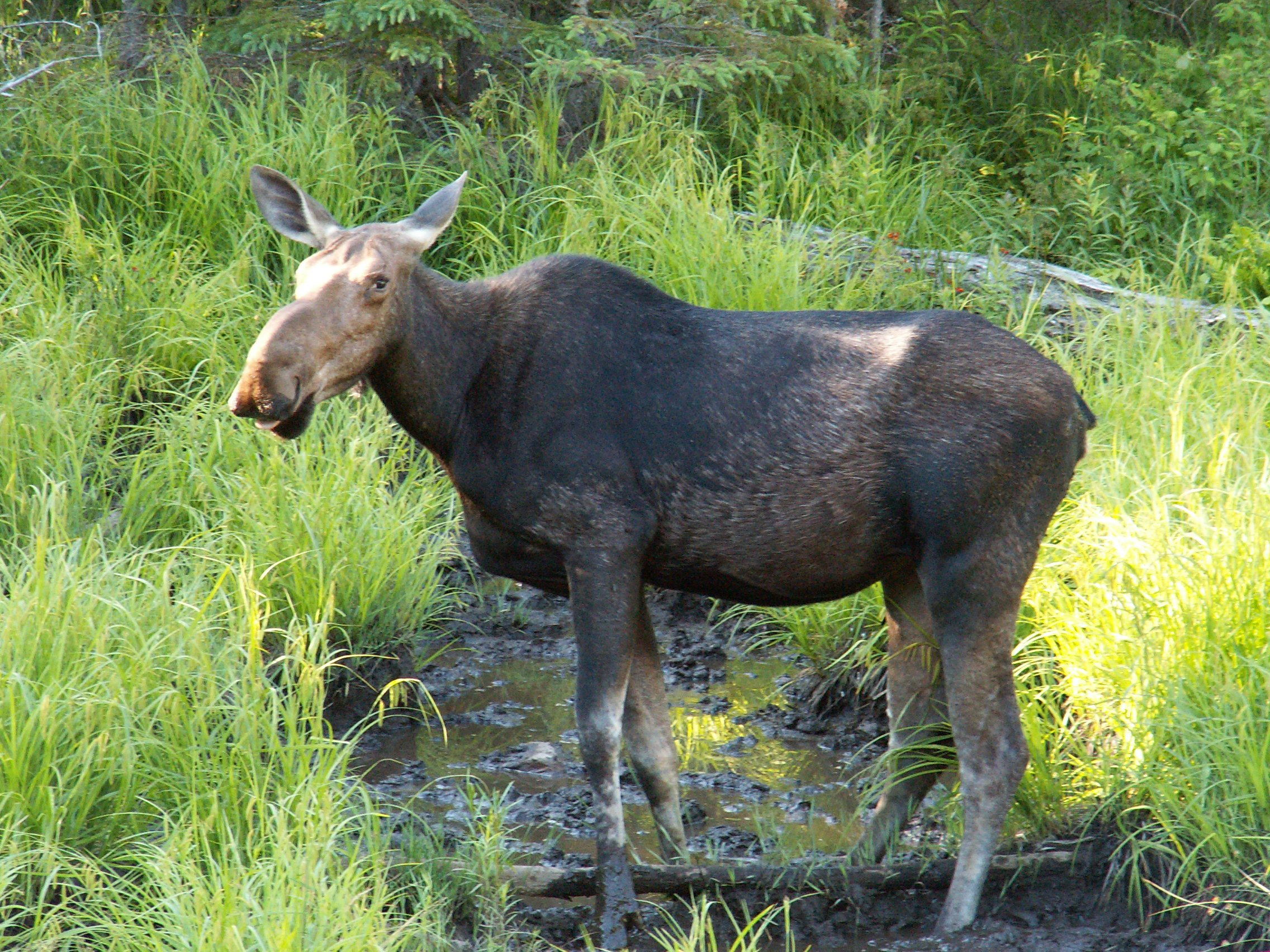
Une femelle.

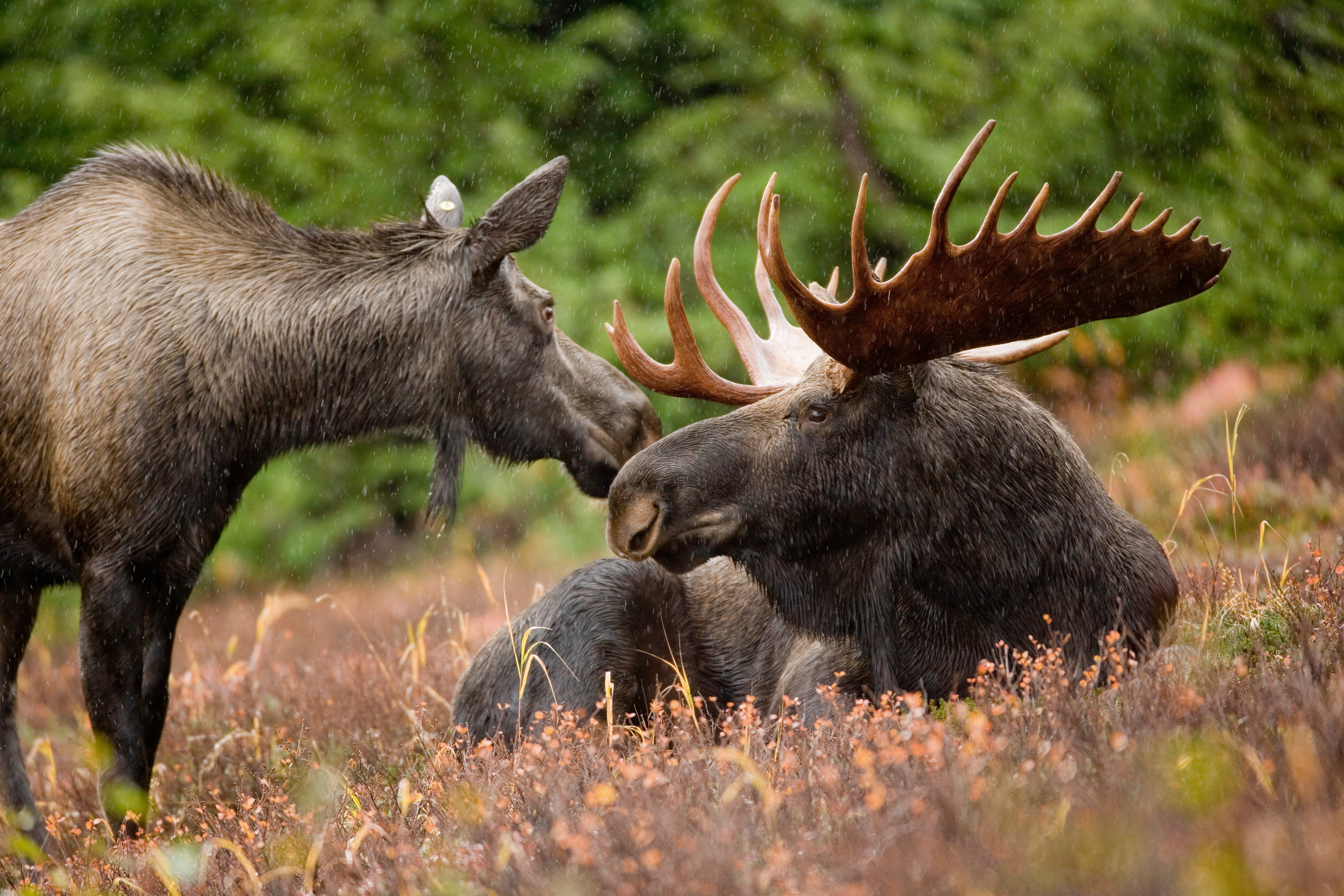
Un couple d'orignaux.

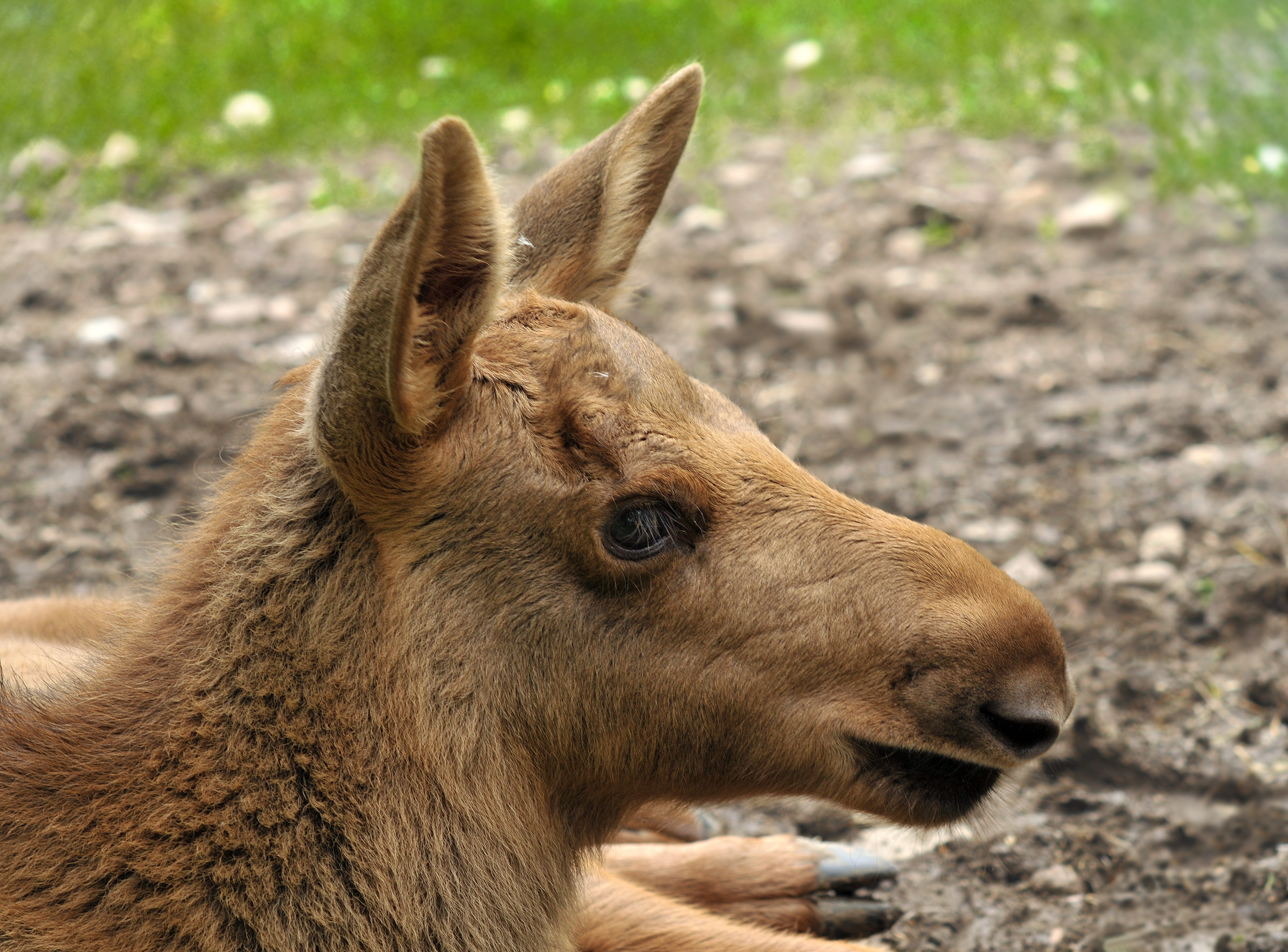
Un faon d'orignal.

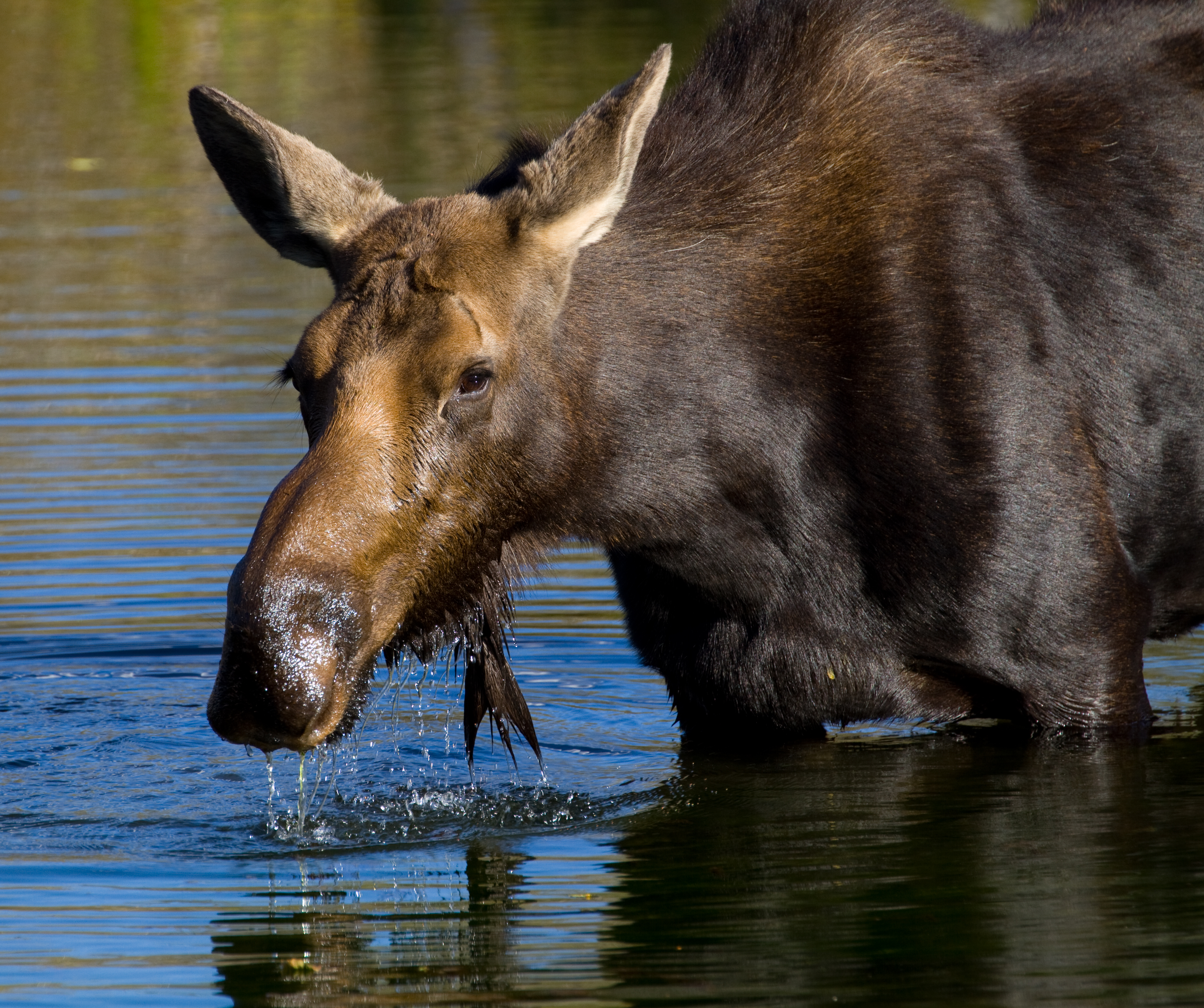
Orignal femelle recherchant des plantes dans l'eau ; dans le parc national de Grand Teton.

Après avoir pris de l'expansion pendant la majeure partie du XXe siècle, la population d'orignaux en Amérique du Nord connaît un déclin marqué depuis les années 1990. Les populations se sont considérablement accrues grâce à l'amélioration de l'habitat et sa protection, mais pour des raisons inconnues, la population d'orignaux diminue rapidement. En Amérique du Nord, l'aire de répartition des orignaux comprend presque tout le Canada (sauf l'Arctique et l'île de Vancouver), la majeure partie de l'Alaska, le nord de la Nouvelle-Angleterre et le nord de l'État de New York, les hautes montagnes Rocheuses, le nord du Minnesota, la péninsule supérieure du Michigan et l'Isle Royale dans le lac Supérieur. Cette aire de répartition massive, qui renferme divers habitats, contient quatre des six sous-espèces nord-américaines. Dans l'Ouest, les populations d'orignaux s'étendent vers le nord jusqu'au Canada (Colombie-Britannique et Alberta), et des groupes plus isolés ont été observés aussi éloignés au sud que les montagnes de l'Utah et du Colorado et aussi éloignés à l'ouest que la région du lac Wenatchee (en) des cascades de Washington. L'aire de répartition comprend le Wyoming, le Montana, l'Idaho et des régions plus petites de Washington et de l'Oregon. Les orignaux ont étendu leur aire de répartition vers le sud dans les Rocheuses occidentales, avec des observations initiales dans le parc national de Yellowstone, en 1868, puis jusqu'au versant nord des monts Uinta dans l'Utah dans la première moitié du XXe siècle. Il s'agit de la population d'orignaux la plus méridionale naturellement établie aux États-Unis. En 1978, quelques couples reproducteurs ont été réintroduits dans l'ouest du Colorado et la population d'orignaux de l'État compte maintenant plus de 1 000 individus.
Dans le nord-est de l'Amérique du Nord, l'histoire de l'orignal oriental est très bien documentée : la viande d'orignal était souvent un aliment de base dans l'alimentation des Amérindiens depuis des siècles, et c'est une tribu qui occupait le Rhode Island côtier d'aujourd'hui qui a donné à ce cervidé son nom distinctif en anglais américain. Les Amérindiens utilisaient souvent les peaux d'orignal pour le cuir et la viande comme ingrédient du pemmican, un type de viande séchée à base de graisse utilisé comme source de subsistance en hiver ou lors de longs voyages. Les tribus de l'Est apprécient également le cuir d'orignal comme source de mocassins et d'autres articles.
L'aire de répartition historique de la sous-espèce s'étendait du Québec, aux provinces maritimes et à l'Est de l'Ontario vers le sud pour inclure toute la Nouvelle-Angleterre et se terminait finalement de l'extrémité nord-est de la Pennsylvanie à l'ouest, coupant quelque part, près de l'embouchure du fleuve Hudson à l'est. L'orignal a disparu dans une grande partie de l'est des États-Unis, depuis 150 ans, en raison de la chasse excessive, à l'époque coloniale et de la destruction de son habitat : des sources coloniales hollandaises, françaises et britanniques témoignent toutes de sa présence au milieu du XVIIe siècle, depuis le Maine, au sud, jusqu'à des régions situées à moins de cent milles de Manhattan. Cependant, dans les années 1870, il n' y avait qu'une poignée d'orignaux dans toute cette région, dans des poches de forêt très isolées, car il restait moins de 20 % d'habitat adapté.
Depuis les années 1980, cependant, les populations d'orignaux ont rebondi, grâce à la repousse d'abondantes sources de nourriture, à l'abandon des terres agricoles et à une meilleure gestion des terres, à l'élimination de la pollution et à sa dispersion naturelle à partir des provinces maritimes et du Québec. Au sud de la frontière canado-américaine, le Maine compte la majeure partie de la population, avec une population d'environ 76 000 orignaux, en 2012. Les disséminations du Maine, au fil des ans, ont donné lieu à des populations saines et croissantes dans le Vermont et le New Hampshire, notamment près des plans d'eau et jusqu' à 900 mètres au-dessus du niveau de la mer, dans les montagnes. Dans le Massachusetts, l'orignal a disparu en 1870, mais a recolonisé l'État, dans les années 1960, la population s'étendant du Vermont et du New Hampshire. En 2010, la population était estimée à 850-950 orignaux. L'orignal a rétabli des populations dans l'est de New York et du Connecticut et est apparu, se dirigeant vers le sud, en direction des montagnes Catskill, un ancien habitat,,
.
Dans le Midwest des États-Unis, l'orignal se limite principalement à la région supérieure des Grands Lacs, mais on a trouvé des orignaux errants, principalement des mâles immatures, aussi éloignés au sud que dans l'est de l'Iowa. Pour des raisons inconnues, la population d'orignaux diminue rapidement dans le Midwest.
L'orignal a été introduit avec succès à Terre-Neuve en 1878 et en 1904, où il est maintenant l'ongulé dominant, et un peu moins sur l'île d'Anticosti dans le golfe du Saint-Laurent.

#### Déclin de la population
Depuis les années 1990, les populations d'orignaux ont diminué de façon spectaculaire dans une grande partie de l'Amérique du Nord tempérée, bien qu'elles demeurent stables dans l'Arctique et la région subarctique. La fragmentation forestière et l'intensification des aménagements forestiers en est l'une des causes
La plupart des cas de mortalité documentés sont attribuables à la prédation par le loup, aux infections bactériennes causées par des prédateurs et aux parasites du cerf de Virginie (Odocoileus virginianus) contre lesquels l'orignal n'a pas développé de défense naturelle, comme pour la douve du foie, les vers cérébraux (en) et les infestations de tiques hivernales (en),.
La population d'orignaux, dans le New Hampshire, est passée de 7 500, au début des années 2000, à une estimation actuelle de 4 000 individus et dans le Vermont, leur nombre est passé de 5 000, en 2005, à 2 200, quelques années plus tard. Une grande partie du déclin a été attribuée à la tique hivernale, avec environ 70 % de décès de veaux d'orignal, dans le Maine et le New Hampshire, liés au parasite.
En 2018, un premier cas de CWD (chronic wasting disease qui est l'équivalent de la maladie de la vache folle pour les cervidés, mais réputée non contagieuse pour l'etre humain) est identifié en Finlande ; il s'agit d'un élan de quinze ans mort naturellement dans le centre du pays, à 50 kilomètres de la frontière russe. Selon le ministère finlandais de l'agriculture il serait mort de la forme norvégienne de la CWD et non de la forme américaine ; Par précaution, le pays stoppe toute exportation de cervidés vivants par la Finlande,,.

### Europe et Asie

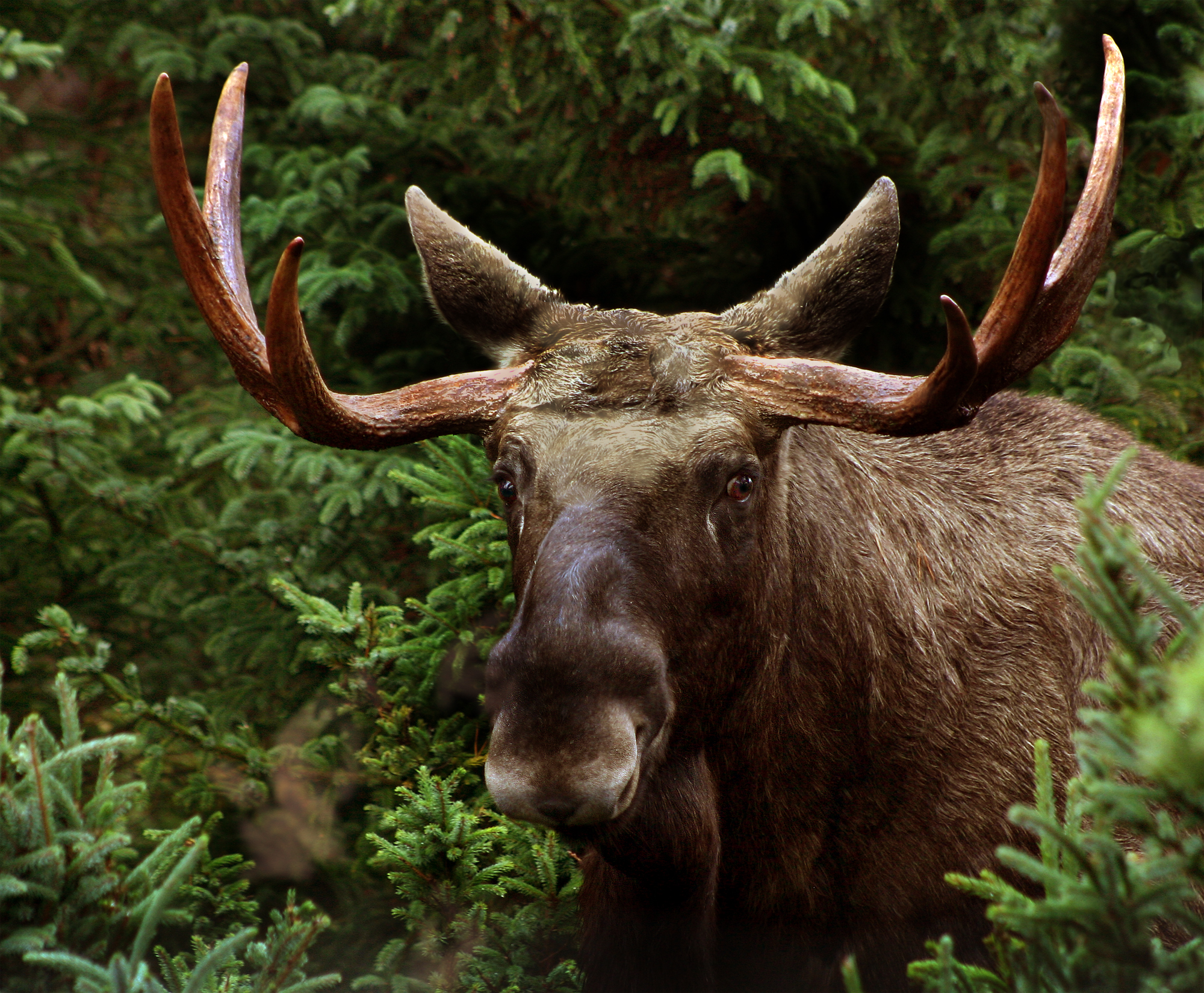
Alces alces mâle en Suède.

En Europe, l'élan se rencontre actuellement en grand nombre dans toute la Norvège, la Suède, la Finlande, la Lettonie, l'Estonie, la Pologne, avec des populations plus modestes dans le sud de la République tchèque, le Bélarus et le nord de l'Ukraine. Ils sont également répandus à travers la Russie, par les frontières avec la Finlande, au sud vers la frontière avec l'Estonie, le Belarus et l'Ukraine et s'étendent très loin vers l'est, jusqu'au fleuve Ienisseï en Sibérie. L'élan européen est présent dans la plupart des régions tempérées, avec un habitat approprié, sur le continent et même en Écosse, depuis la fin de la dernière période glaciaire, car l'Europe avait un mélange de forêt boréale tempérée et de forêt caduque. À l'époque de l'Antiquité classique, l'espèce était certainement florissante en Gaule et en Germanie, comme il apparaît dans les récits militaires et de chasse de l'époque. Cependant, au fur et à mesure que l'époque romaine s'évanouit au Moyen Âge, l'animal disparait lentement : peu après le règne de Charlemagne, l'élan disparait de France, où son aire de répartition s'étendait de la Normandie au nord jusqu'aux Pyrénées au sud. Plus à l'est, il survit en Alsace et aux Pays-Bas, jusqu'au IXe siècle, lorsque les marais de ce pays furent asséchés et que les forêts furent défrichées pour les terres féodales. Il disparait de la Suisse, en l'an 1000, de la République tchèque occidentale, en 1300, du Mecklembourg en Allemagne, vers 1600, de la Hongrie et du Caucase, depuis les XVIIIe et XIXe siècles, respectivement.

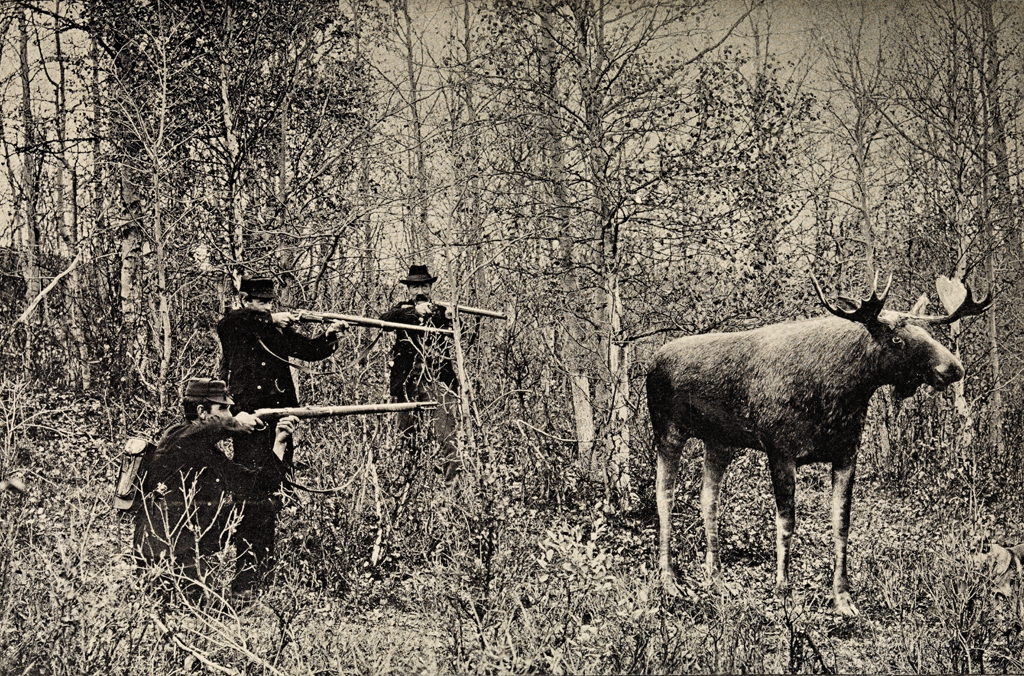
Mise en scène d'une chasse à l'élan en Norvège, date non précisée.

Au début du XXe siècle, les toutes dernières forteresses de l'élan européen semblaient se trouver dans les régions de Fennoscandie et dans des parcelles de la Russie, avec quelques migrants trouvés dans ce qui est maintenant l'Estonie et la Lituanie. L'URSS et la Pologne sont parvenues à restaurer des parties de l'aire de répartition à l'intérieur de leurs frontières (comme la réintroduction en 1951 dans le parc national de Kampinos et la réintroduction ultérieure en Biélorussie en 1958), mais les complications politiques ont limité la possibilité de la réintroduire à d'autres parties de son aire de répartition. Les tentatives, en 1930 et 1967, dans les marais au nord de Berlin ont échoué. Actuellement[Quand ?] en Pologne, des populations sont signalées dans la vallée de la rivière Biebrza, à Kampinos et dans la forêt de Biebrza. Il a migré dans d'autres parties de l'Europe de l'Est et a été repéré en Allemagne de l'Est et du Sud. Incapable jusqu' à présent de recoloniser ces zones par dispersion naturelle à partir des populations d'origine en Pologne, au Bélarus, en Ukraine, en République tchèque et en Slovaquie, il semble qu'elle réussisse davantage à migrer vers le sud dans le Caucase. Il figure à l'annexe III de la Convention de Berne.
En 2008, deux élans ont été réintroduits dans les Highlands écossais dans la réserve naturelle d'Alladale (en).
Les populations d'élans d'Asie de l'Est se limitent principalement au territoire de la fédération de Russie, avec des populations beaucoup plus petites en Mongolie et dans le nord-est de la Chine. Les populations d'élans sont relativement stables en Sibérie et croissantes dans la péninsule du Kamtchatka. En Mongolie et en Chine, où le braconnage a fait des ravages sur les élans, les conduisant à disparaître, ils sont protégés, mais la mise en application de la politique de protection est faible et la demande de médicaments traditionnels dérivés des cerfs est élevée. En 1978, le département régional de chasse a transporté 45 jeunes élans au centre du Kamchatka. Ces élans ont été ramenés de Tchoukotka, où se trouve le plus gros élan de la planète. Le Kamchatka est maintenant régulièrement responsable du plus gros trophée d'élans abattu au monde chaque saison. Comme il s'agit d'un milieu fertile pour l'élan, avec un climat plus doux, moins de neige et une abondance de nourriture, l'élan s'est rapidement reproduit et s'est établi le long de la vallée du fleuve Kamchatka et de nombreuses régions environnantes. Au cours des 20 dernières années, la population a augmenté à plus de 2 900 animaux.
La taille de l'élan varie. Selon la règle de Bergmann, la population du sud (A. a. cameloides) est généralement plus petite, tandis que l'élan du nord et du nord-est (A. a. burulin) peut égaler les tailles imposantes de l'élan d'Alaska (A. a. gigas) et est prisé par les chasseurs de trophées.

### Nouvelle-Zélande
En 1900, une tentative d'introduction de l'élan dans la région d'Hokitika échoue. Puis, en 1910, dix élans (quatre mâles et six femelles) furent introduits dans le Fiordland. Cette zone est considérée comme un habitat sauvage, et le faible nombre d'observations et de morts qui s'est ensuivi a entraîné une certaine présomption d'échec de cette population. La dernière observation avérée d'un élan en Nouvelle-Zélande remonte à 1952. Cependant, un bois d'élan a été trouvé en 1972 et des tests ADN ont montré que les poils prélevés en 2002 provenaient d'un élan. Des recherches approfondies ont été effectuées et bien que les caméras automatisées n'aient pas réussi à capturer les photographies, on a vu des traces de taches de litière, de broutage et de marques de bois de cervidés.

## Populations
La population mondiale est estimée à environ 2,2 millions en 2010 et est en voie d'expansion.

### Amérique du Nord
- Au Canada : On estime qu'entre 500 000 et 1 000 000 orignaux, dont 150 000 à Terre-Neuve en 2007, descendent de seulement quatre orignaux introduits dans les années 1900[21].
- Aux États-Unis : probablement environ 300 000, répartis comme suit :
  - Alaska : Le département de la pêche et du gibier de l'État estime la population à 200 000, en 2011[22].
  - Nord-Est : Un écologiste de la faune estime à 50 000 à New York et en Nouvelle-Angleterre en 2007, avec une expansion attendue.
  - États des Rocheuses: Le Wyoming aurait la plus grande part d'orignaux dans la région des six États, et sa commission des pêches et du gibier a estimé la population à 7 692 en 2009[23].
  - Haut-Midwest : Le Michigan estime qu'il y a 433 orignaux, dans sa péninsule supérieure, en 2011. Le Wisconsin Department of Natural Resources de 20 à 40 (près de sa frontière avec la péninsule supérieure du Michigan) en 2003, le Minnesota estime qu'il en existe 5600 dans le nord-est en 2010[24] et moins de 100 dans le nord-ouest en 2009[25]. Le Dakota du Nord a fermé, en raison de la faible population d'orignaux, l'une de ses unités géographiques de chasse à l'orignal en 2011 et a délivré 162 permis de chasse unique aux chasseurs, chacun limité à l'une des zones géographiques restantes.

### Europe
Le nombre d'Élans vivant en Europe pendant la période 2009-2019 est estimé à 885 000. Elle est en expansion, surtout vers le sud de son aire de répartition.
- Finlande : En 2009, il y avait une population d'été de 115 000 élans.
- Norvège : En 2009, il y avait une population hivernale d'environ 120 000 élans[26]. En 2015, 31 131 élans ont été abattus. En 1999, un nombre record de 39 422 élans étaient abattus[27].
- Lettonie : en 2015, il y avait 21 000 élans.
- Estonie : 13 260 élans[28]
- Pologne : 2 800 individus.
- République tchèque : un maximum de 50 élans.
- Russie : En 2008, il y avait environ 730 000 élans.
- Suède : La population estivale est estimée entre 300 000 et 400 000 élans. Environ 100 000 élans sont abattus chaque automne[29].  Environ 10 000 élans sont tués dans des accidents de la circulation, chaque année.

## Liste des sous-espèces
Selon Catalogue of Life (24 novembre 2017) :
- sous-espèce Alces alces alces (Linnaeus, 1758)
- sous-espèce Alces alces caucasicus Vereshchagin, 1955

Selon Mammal Species of the World (version 3, 2005)  (24 novembre 2017) :
- sous-espèce Alces alces alces
- sous-espèce Alces alces caucasicus

Selon NCBI (24 novembre 2017) :
- sous-espèce Alces alces alces
- sous-espèce Alces alces cameloides
- sous-espèce Alces alces gigas
- sous-espèce Alces alces pfitzmayeri
- sous-espèce Alces alces shirasi, surnommé petit élan des États-Unis